# Вовчинський Григорій Васильович
Григорій Васильович Вовчинський (нар. 4 липня 1988, с. Білоусівка Драбівського району Черкаської області, СРСР) — український лижник, біатлоніст. Заслужений майстер спорту України.

## Біографія
Григорій Васильович Вовчинський народився 4 липня 1988 року в селі Білоусівка Драбівського району Черкаської області. Під час народження отримав ураження руки і до трьох років тільки великий і вказівний пальці у нього рухалися. Навчався в Білоусівському навчально — виховному комплексі «Загальноосвітня школа І -ІІІ ступенів — ліцей». Перші спортивні перемоги отримав із тенісу. Після закінчення школи у 2005 році переїхав до Черкас і поступив до Черкаського національного університету імені Богдана Хмельницького. Там почав займатися спортом у групі спортсменів-інвалідів (легка атлетика та настільний теніс). 2007 року Григорій брав участь у реабілітаційному зборі у м. Євпаторія від області. Там познайомився із Юлією Батенковою і вирішив спробувати себе у лижному спорті.
Після закінчення ННІ фізичної культури, спорту та здоров'я Черкаського національного університету імені Богдана Хмельницького займається лижними гонками та біатлоном в Черкаському облцентрі «Інваспорт».
З серпня 2021 року представляє Вінницький регіональний центр «Інваспорт».

## Спортивна кар'єра
З 2008 року він є постійним учасником міжнародних змагань у складі паралімпійської збірної України з лижних перегонів і біатлону. Майстер спорту України з лижних гонок та біатлону (2009 рік), чемпіон та срібний призер з біатлону (довга дистанція, гонка переслідування) кубку світу 2009 року м. Сьюсьоен (Норвегія); бронзовий призер (естафета) з лижних гонок чемпіонату світу 2009 року у м. Вуокатті (Фінляндія); срібний призер з біатлону (довга дистанція) Фіналу кубку світу 2009 року у м. Маунт Вашингтон, Канада; чемпіон з біатлону (довга дистанція) кубку світу 2009 року у м. Вістлер (Канада).
У 2010 році став дворазовим чемпіоном світу з біатлону (м. Ханти-Мансійськ, Росія).
На Чемпіонаті світу 2011 року здобув дві золоті медалі з біатлону, перегони із переслідування (коротка та довга дистанції) та бронзову медаль в естафеті. На Кубках світу 2012 року спортсмен виборов «срібло» (біатлон) та три «бронзи» (біатлон та естафета). На Чемпіонаті світу 2013 року у м. Солефті (Швеція) він отримав дві срібні нагороди у біатлоні (коротка та середня дистанції), а у фіналі Кубку світу того ж року став дворазовим срібним призером.
На змаганнях у січні 2014 року у м. Вуокатті (Фінляндія) був четвертим у біатлоні (коротка дистанція, 7,5км).
2016 рік.- кубок світу з лижних гонок та біатлону, що проходив з 21 по 28 лютого у німецькому місті Фінстерау бронзова медаль у лижних перегонах, довга дистанція, бронзова нагорода у біатлоні, бронзова медаль у лижних перегонах, спринт.
Грудень 2021 року на Кубку Європи з лижних перегонів та біатлону серед спортсменів з УОРА та порушеннями зору завоював дві срібних нагороди у лижних перегонах на дистанції 6 км та у біатлоні.

## Олімпійські нагороди

### 2010
- — Біатлон, дистанція — 3 км.
- — Біатлон, індивідуальна гонка, дистанція — 12,5 км, стоячи
- — Лижні перегони, індивідуальна гонка, дистанція — 10 км.
- — Лижні перегони, естафета, 1 x 4 + 2 x 5 км

### 2014
- — Біатлон, стоячи, дистанція — 15 км[3]

### 2018
- — Лижні перегони, класика, чоловіки, дистанція — 10 км.

### 2022
- — Біатлон, дистанція — 6 кілометрів у класі LW8[4].
- — Біатлон, дистанція — 10 кілометрів у класі LW8[5].
- — Біатлон, дистанція — 12,5 кілометрів у класі LW8[6].
- — Лижні перегони, спринт вільним стилем, дистанція — 1.5 кілометрів у класі LW8[7].

## Державні нагороди
За результатами виступів на Паралімпійських іграх 2010 року у Ванкувері, був нагороджений орденом «За заслуги» ІІІ ступеня.